# Radonavskiljare
En radonavskiljare är en "gasavskiljarenhet" som används för att avlägsna radongas ur vatten. Radonavskiljare finns i olika storlekar från ett hushåll upp till kommunala vattenverk. Den vanligaste modellen av radonavskiljare installeras på huvudvattenledningen i hushållet, eller i samfälligheter eller i kommunala vattenverk. Radonavskiljare för installation inomhus avlägsnar radongasen i trycklöst tillstånd och för ut radongasen direkt från aggregatet genom avgasrör. Radonavskiljare skall installeras så att allt vatten i hushållet renas, även vattnet till duschen då det annars vid duschning släpps ut mycket radon som är hälsoskadligt att inandas. Radonavskiljare används främst av hushåll/samfälligheter/kommunala vattenverk med borrad brunn då det är vanligare med hög radonförekomst i djupborrade brunnar p.g.a. uranförekomst i berg.